# Campbellton (Nuevo Brunswick)
Campbellton es una ciudad canadiense situada en la provincia de Nuevo Brunswick.

## Superficie
Campbellton tiene una superficie de 18,57 km².

## Demografía
En 2021, tenía 7047 habitantes, una densidad poblacional de 379,5 hab./km², y 3531 viviendas.